# 임천관아지 소나무
임천관아지 소나무는 충청남도 부여군 임천면에 있다. 2007년 10월 1일 부여군의 향토문화유산 제89호로 지정되었다.

## 개요
소나무의 수고는 4m, 흉고직경 79㎝, 근원둘레 2.60m, 수관폭 10m이며, 수령은 약 320년으로 추정된다. 현재 소나무는 옆으로 퍼진 형태로, 늘어진 가지를 받치기 위해 철제 지주 9개를 받쳐 놓았다. 가지는 서쪽과 동쪽으로 길게 뻗어 자라고 있으며, 잔가지는 용트림하듯 사방으로 뻗어 자라고 있다. 근원부 주변은 잔디를 심어 단정하게 정리하였고 주변에 맷돌을 설치하여 장식하였다.

## 같이 보기
- 임천관아지